# Reforma administracyjna Norwegii (2017)
Reforma administracyjna Norwegii – uchwalona 8 czerwca 2017 roku reforma podziału administracyjnego Norwegii. W jej wyniku zredukowana została liczba okręgów oraz gmin.

## Okręgi

Okręgi po wejściu w życie reformy

W wyniku reformy liczba okręgów została zmniejszona z 19 do 11. Część zmian weszła w życie 1 stycznia 2018 (połączenie Sør-Trøndelag i Nord-Trøndelag), większość 1 stycznia 2020.
| Nowy okręg           | Stare okręgi                  | Wejście w życie |
| -------------------- | ----------------------------- | --------------- |
| Trøndelag            | Sør-Trøndelag, Nord-Trøndelag | 1.01.2018       |
| Vestland             | Hordaland, Sogn og Fjordane   | 1.01.2020       |
| Agder                | Aust-Agder, Vest-Agder        | 1.01.2020       |
| Vestfold og Telemark | Vestfold, Telemark            | 1.01.2020       |
| Innlandet            | Oppland, Hedmark              | 1.01.2020       |
| Viken                | Buskerud, Akershus, Østfold   | 1.01.2020       |
| Troms og Finnmark    | Troms, Finnmark               | 1.01.2020       |

## Gminy
Spośród 428 istniejących gmin zlikwidowano 119 i w ich miejsce utworzono 47 nowych. Tym samym liczba gmin w kraju od 1 stycznia 2020 wynosi 356.

## Odbiór
Wśród niektórych mieszkańców Norwegii reforma budzi kontrowersje. Połączenie Troms i Finnmarku spowodowało sprzeciw mieszkańców tego drugiego. W maju 2018 przeprowadzono w tym regionie niewiążące referendum, w którym 87% mieszkańców wypowiedziało się przeciw połączeniu okręgów (przy frekwencji 58%).
W efekcie kontrowersji 14 lipca 2022 przyjęto ustawę o cofnięciu części reformy. Okręgi Troms og Finnmark, Viken oraz Vestfold og Telemark podzielono na mniejsze okręgi, funkcjonujące przed reformą. Zmiana weszła w życie 1 stycznia 2024.